# Doctrina de la real malicia
La doctrina de la real malicia (en inglés y según la jurisprudencia estadounidense actual malice) es una teoría que, en el derecho argentino, se utiliza para los casos de calumnias o injurias publicadas por cualquier medio de difusión masiva, vertidas respecto de funcionarios públicos, personalidades públicas o cualquier persona involucrada en alguna cuestión de interés público.

## Naturaleza jurídica
En Argentina, esta doctrina se encuadra en los delitos de calumnias y de injurias, sin perjuicio de la responsabilidad civil que tales delitos pudieran generar, como ilícítos civiles con diferentes consecuencias y alcances.
El artículo 109, del Código Penal de la República Argentina, tipifica y define al primero diciendo: “La calumnia o falsa imputación de un delito que dé lugar a una acción pública.....”
Luego el mismo código se refiere al delito de injurias y dice en el Art. 110 “El que deshonrare o desacreditare a otro...”

“...la imputación calumniosa consiste en la atribución a otra persona determinada, hecha verbalmente, por escrito o por otro acto significativo, en forma privada o pública, judicial o extrajudicialmente y a sabiendas de la falsedad de la atribución, de ser autora o partícipe de un delito determinado perseguible por acción pública”
“La injuria es una ofensa a la honra de la persona ( honor subjetivo ) o una ofensa al crédito de ella ( honor objetivo ). Como ofensa a la honra, la injuria es una lesión al derecho que tienen las personas a que los terceros respeten las cualidades que, según su propia estimación, le asignan a su personalidad. 
Como ofensa al crédito, la injuria es la lesión al derecho de las personas a que no se perjudique la opinión que sobre su personalidad tengan o puedan tener los terceros”
Ricardo C. Nuñez

En al ámbito civil también se define a la calumnia como la falsa imputación de un delito doloso o una conducta criminal dolosa y la injuria como el descrédito y deshonra de otro. Pero a diferencia del delito penal, no requiere exclusivamente  del dolo del injuriante o calumniante, sino que basta la culpa o negligencia (art. 1067 Cód. civil) y la retractación no desdibuja la posibilidad de indemnizar el agravio moral y adicionalmente el daño material, si lo hubiere, sino que más bien, el reconocimiento de la falsedad de la imputación deviene en la admisión por el acusado de la existencia y realidad de la especie injuriosa o calumniosa.

## Definición y caracteres
Sabemos que no resulta fácil en la mayoría de los casos practicar una definición del algo en particular, pero teniendo en cuenta los caracteres específicos de lo que significa definir, podríamos decir que:
La doctrina de la Real Malicia ( Actual Malicie) importa: 
“El agravamiento de la prueba a producir por parte del sujeto pasivo, producto de la reproducción de expresiones calumniosas o injuriosas, publicadas en cualquier medio de comunicación masiva, dirigidas a funcionarios públicos, personalidades públicas o personas privadas involucradas en cuestiones de interés público”
Se pueden distinguir partiendo de la definición los siguientes elementos:
- a) Las calumnias o injurias
- b) Reproducidas por cualquier medio de comunicación masiva
- c) El sujeto pasivo debe ser:
- Funcionarios públicos ( en ejercicio o no).
- Personalidades públicas.
- Personas privadas involucradas en alguna cuestión de interés público.

## El nacimiento y la evolución de la doctrina en Estados Unidos
La doctrina de la “real malicia” nace en los Estados Unidos de América, con el caso New York Times Vs Sullivan del año 1964.
Todo comienza cuando se publica en el New York Times una solicitada financiada por 64 personas, donde se describen actitudes segregacionistas en la ciudad de Alabama, contra un grupo de manifestantes de raza negra liderados por el Dr. Martin Luther King.
Sullivan, comisionado de la ciudad, se siente agraviado por las expresiones vertidas en la solicitada contra la policía ya que esta estaba bajo su autoridad.
La jurisprudencia sentada por la Corte de Estados Unidos, delimita los extremos de aplicabilidad de la doctrina de la “real malicia”, estos son:
- a) La calidad de figura pública del sujeto pasivo.
- b) La temeraria despreocupación sobre la falsedad de la manifestación.
- c) La distinción entre afirmaciones de hechos sujetos a la calificación de verdaderos o falsos, en contraposición a la manifestación de opiniones.

Respecto del punto a), la Corte norteamericana, amplió luego en posteriores fallos el carácter de funcionario público requerido para la aplicabilidad de la doctrina en cuestión; haciéndola extensiva a figuras privadas que voluntariamente se han expuesto a algún asunto de interés público.
Con referencia al requisito de b) la Corte en New York Times enunció como condición de la responsabilidad de quien efectuara la manifestación que lo hiciera con conocimiento de la falsedad o temeraria despreocupación acerca de su verdad o falsedad. Requiere, entonces, con referencia al tipo penal de la figura, como mínimo, el dolo eventual largamente elaborado por la doctrina penal, descartando toda posibilidad de interpretarlo dentro de la categoría de los delitos imprudentes.
Lo expresado en el punto c), esto es, la necesaria y previa diferenciación entre expresión de hechos y expresión de opiniones. Esta diferenciación no surge de la doctrina de la Corte norteamericana, sino hasta el fallo Gertz, donde se indicó que no hay ninguna protección constitucional respecto de expresiones falsas sobre hechos, pero no implica esto decir que la expresión de opiniones pueda ser restringida, sino todo lo contrario.
De este modo, en “New York Times Vs. Sullivan", se le da a los dichos sobre los hechos tanta relevancia como la opinión, en cuanto a la libertad de expresarlos.

## La doctrina en el derecho argentino
Para Gregorio Badeni, la doctrina de la real malicia reconoce su fuente en la Constitución de los Estados Unidos y no en el common law, especialmente en las enmiendas I y XIV. Estas reformas establecen, la inviabilidad de establecer normas restrictivas de la libertad de prensa la primera y fuente de nuestro art. 32 y la segunda se refiere a que los Estados no podrán legislar limitando prerrogativas o inmunidades constitucionales, ni privar de libertades a las personas sin el debido proceso legal.
En cambio Santos Cifuentes la ubica como una derivación del common law, es decir una típica construcción del derecho anglo sajón al decir “Es indudable  que, entre nosotros, es muy difícil aplicar la construcción que es producto del common law, por causa de su fuente histórica de la Constitución nacional, que fue la estadounidense.”

## Requisitos de aplicabilidad
- 1) La prueba fehaciente por el actor sobre el carácter agraviante de las expresiones vertidas y el daño ocasionado.
- 2) La prueba de la falsedad de las expresiones.
- 3) La prueba del dolo real o eventual en la conducta del emisor.

Queda así enmarcado estrictamente los extremos de aplicabilidad de la doctrina de la real malicia en nuestro derecho, que guarda una íntima relación con el sistema político y su esencia.

## La doctrina en la jurisprudencia argentina
Existen en la jurisprudencia de la Corte Suprema de Justicia de la Nación una importante cantidad de fallo que hacen referencia a la doctrina de la real malicia, entre ellos encontramos: "Vago, J.A. c/ Ediciones La Urraca " del 19/11/91 ( Fallos 314:1517 ); "Abad, Manuel Eduardo s/ calumnias e injurias " del 07/04/92 ( Fallos 315 : 632 ); "Tavares, Flavio Arístides s/ calumnias e injurias " de agosto de 1992 ( Fallos 315: 1699 ); "Suárez, Facundo Vs. Cherasny s/ querella ", del 04/05/95; "Morales Solá, Joaquín M. s/ injurias" del 12/11/96; “Pandolfi, Oscar R. c/ Rajneri, Julio R.” del 1/7/97, además de otra cantidad que fue resuelta en instancias inferiores sin llegar al más alto tribunal.
Tres fallos medulares sobre la doctrina de la real malicia y su aplicación en el derecho argentino estos son, en orden cronológico: “Vago c/ Ediciones La Urraca S.A.”; “Morales Solá, Joaquín” y “Pandolfi, Oscar R. C/ Rajneri, Julio R.”

### Vago c/ Ediciones La Urraca S.A.[7]
Fue en el caso “Vago c/ Ediciones La Urraca S.A.”, del 12 de junio de 1990, resuelto por la sala A de la Cámara de Apelaciones en lo Civil, donde por primera vez se ve la aplicación de las reglas de la real malicia.
A modo de introducción, conviene hacer una breve reseña de los hechos generadores del caso en cuestión.
El detonante de la denuncia fue una nota de Horacio Verbitsky en la revista El Periodista de Buenos Aires.
En razón de los decretos 2049, 2052, 2069 y 2070 de octubre de 1985, que imponen el estado de sitio, dispuso la detención por parte del Poder Ejecutivo de varias personas a raíz del presunto accionar de ciertos grupos, que provocaban la alarma pública y un estado de “perturbación social”.
En el voto de la jueza Ana María Luaces, al cual adhirieron los jueces Jorge Escuti Pizarro y Hugo Molteni, se expresó: 
“Cabría pues afirmar también en la especie, tal como se lo juzgará en los procedentes judiciales antes citados, que las opiniones o críticas cuando son dirigidas a una persona pública; no pueden ser livianamente cercenadas o dar origen al deber de indemnizar en tanto se refieren a la actividad pública que despliegan, aun cuando las expresiones empleadas o el estilo periodístico cáustico pudieran generar el disgusto del afectado. Tales criterios podrían conducir a neutralizar el valor de la libertad de prensa, salvo claro está cuando se incurriere en calumnias, lo que aquí no sucedió”.
El caso llegó a la Corte Suprema de Justicia de la Nación, en tal instancia en su fallo del 19 de noviembre de 1991.
Del fallo de cámara y del posterior de la Corte surge que:
a) La libertad de prensa es imprescindible a un sano sistema democrático importando una contribución decisiva a la formación, información y orientación de la opinión pública.
b) incluye el derecho de dar y recibir información sobre las actividades públicas o de interés general.
c) No protege los abusos, pero sí las expresiones inexactas o falsas, cuando se refieren a figuras públicas y respecto de temas de relevancia institucional.
e) Cuando la fuente de la información es el Gobierno Nacional se presume verdadera.
Resulta importante, aunque opuesto a la aplicación de la doctrina de la real malicia el voto formulado por el juez Eduardo Vocos Conesa cuando la sala II de la Cámara Nacional de apelaciones en lo civil y comercial Federal decidió el 10 de febrero de 1995, el caso “Ramos c/ LR2 Radio Belgrano”.
El juez Vocos Conesa, cuestionó la inserción en nuestra doctrina judicial de las reglas de la real malicia emanadas de una interpretación de la Enmienda 1 de la Constitución de los Estados Unidos, “porque las valoraciones ético jurídicas y las costumbres de nuestro pueblo muestran marcadas diferencias con las que imperan en el país del Norte (léase aborto, pena de muerte, eutanasia, fecundación in vitro, intervenciones quirúrgicas para el cambio de sexo, etc.)...”
De modo alguno pueden ponerse como ejemplo de diversidad entre dos pueblos cuestiones que nada tienen que ver con la aplicabilidad o no de una doctrina determinada, no son en nada comparables tales ejemplos con el tema que nos ocupa.

### Morales Solá, Joaquín[9]
El Caso “Morales Solá” resuelto por la Corte suprema el 12 de noviembre de 1996 revela una mayor aplicación de la doctrina en nuestro derecho. Revoca la sentencia condenatoria contra el periodista político Joaquín Morales Solá de la instancia inferior con motivo de la querella por injurias promovida por Dante Giadone, en razón de la publicación por el mencionado periodista del libro “Asalto a la Ilusión”, Ed Planeta, Buenos Aires, 1990.
Tanto el recurrente como el a quo desarrollaron sus argumentaciones basándose en la doctrina de la real malicia. Decide que la sentencia condenatoria importa una afirmación dogmática o sea con falta de sustento lógico-jurídico de la conducta dolosa del querellado.
En este fallo por primera vez la totalidad de los jueces de la Corte aceptaron la vigencia de la doctrina de la real malicia en el derecho argentino.

### Pandolfi, Oscar Raúl c/ Rajneri, Julio Raúl[10]
Como introducción al tema que produjo la intervención judicial importa precisar de manera sucinta los hechos generadores de la ulterior querella.
El 24 de mayo de 1991 el periódico “Río Negro”, publicación de circulación en la misma provincia sureña, publicó un reportaje a Julio Rajneri, presidente del directorio de la sociedad anónima que edita el citado diario. En él,
Rajneri se refirió a supuestos casos de corrupción que involucraban al Banco de la Provincia de Río Negro, el cual, en su opinión, se encontraba en una situación de quebranto financiero en razón de los préstamos que la citada institución había realizado a empresas que eran propiedad de personas vinculadas con el gobierno provincial. Una de esas empresas, según el reportaje, estaba en manos del presidente del partido en el gobierno doctor Oscar Pandolfi; este promovió querella por el delito de injurias contra Rajneri.
El fallo sigue en líneas generales la doctrina sentada por los anteriores, Vago c/ Ediciones La Urraca S.A. y Morales Solá, Joaquín.

### Otros fallos
Corresponde dejar sin efecto la sentencia que condenó al recurrente como autor de los delitos de calumnias e injurias si sólo alcanzó a acreditar el comportamiento negligente del imputado pero de ninguna manera dio por probado su dolo o la real malicia, que exige el conocimiento de la falsedad o, al menos, la efectiva representación de tal posibilidad y la indiferencia respecto del resultado lesivo al honor que surja de la publicación de la noticia
Mag: Nazareno, Moliné O'Connor, Belluscio, Levene, López, Bossert. Dis: Fayt, Petracchi, Boggiano. S. 723. XXIV. Suárez, Facundo Roberto s/ querella c/ Cherashni o Cherashny, Jorge Guillermo por calumnias e injurias. 04/05/95 T. 317, P.
La doctrina de la "real malicia" tiene como objetivo procurar un equilibrio razonable entre la función de la prensa y los derechos individuales que hubieran sido afectados por comentarios lesivos a funcionarios públicos, figuras públicas y aún particulares que hubieran intervenido en cuestiones de interés público objeto de la información o de la crónica (Voto del Dr. Antonio Boggiano).
Mag: Nazareno, Moliné O'Connor, Petracchi, Boggiano, Vázquez, Barral. Dis: Fayt, Belluscio, López. Abs: Bossert. G. 88. XXXI. Gesualdi, Dora Mariana c/ Cooperativa Periodistas Independientes Limitada y otros s/ cumplimiento ley 23.073. 17/12/96 T. 319, P. JA 9-7-97/ LL 30-4-97, nro. 95.302
Si la noticia inexacta involucra a figuras particulares en cuestiones particulares no juega la doctrina de la "real malicia", funcionado en su reemplazo los principios generales sobre responsabilidad civil y lo mismo ocurre si se trata de personas de dimensión pública pero en aspectos concernientes a su vida privada que de ningún modo ofendan a la moral y las buenas costumbres (art. 19 de la Constitución Nacional) (Voto del Dr. Adolfo Roberto Vázquez).
Mag: Nazareno, Moliné O'Connor, Petracchi, Boggiano, Vázquez, Barral. Dis: Fayt, Belluscio, López. Abs: Bossert. G. 88. XXXI. Gesualdi, Dora Mariana c/ Cooperativa Periodistas Independientes Limitada y otros s/ cumplimiento ley 23.073. 17/12/96 T. 319, P. JA 9-7-97
La aplicación de la doctrina de la "real malicia" es una consecuencia necesaria del valor preponderante de la libertad de prensa en un sistema democrático, sin que deba verse en ello un desplazamiento irrazonable de los principios generales que gobiernan la responsabilidad civil, sino la adecuación de estos últimos a fines superiores que interesan a la colectividad toda (Voto del Dr. Adolfo Roberto Vázquez).
Mag: Nazareno, Moliné O'Connor, Petracchi, Boggiano, Vázquez, Barral. Dis: Fayt, Belluscio, López. Abs: Bossert. G. 88. XXXI. Gesualdi, Dora Mariana c/ Cooperativa Periodistas Independientes Limitada y otros s/ cumplimiento ley 23.073. 17/12/96 T. 319, P. JA 9-7-97
La doctrina de la "real malicia" introduce un factor de atribución subjetivo de responsabilidad de carácter específico, distinto y cualificado respecto del general contemplado en la legislación de fondo, para la cual basta la simple culpa a fin de hacer jugar la responsabilidad del agente causante del daño y no necesariamente que se actuó con conocimiento de que dicha noticia era falsa (dolo) o con temerario desinterés acerca de si era falsa o no (culpa grave o casi dolosa)
Mag: Fayt, Belluscio, Petracchi, Boggiano, Bossert. Dis: Nazareno, Moliné O'Connor, López, Vázquez. R. 134. XXXI. Ramos, Juan José c/ LR3 Radio Belgrano y otros. 27/12/96 T. 319, P.

## La doctrina en los fundamentos de laCorte Suprema de Justicia de la Nación
Así, la Corte señaló que la tutela constitucional de la libertad de expresión no podía limitarse a las afirmaciones que -con posterioridad al hecho- eran declaradas "verdaderas" por un órgano jurisdiccional, excluyendo de aquella protección a las que, aun no siendo ajustadas a la verdad, habían sido emitidas -ex ante- en la creencia de serlo (considerando 9° de la disidencia parcial del juez Petracchi y considerando 6° de la disidencia parcial del juez Bossert). 
Para el Tribunal tal comprensión restrictiva no era compatible con su doctrina y la de otras importantes jurisdicciones constitucionales, según la cual en los sectores donde lo "público" era prioritario -por la naturaleza de los temas expuestos y de las personas involucradas- era necesario privilegiar el debate libre y desinhibido, como modo de garantizar un elemento esencial en el sistema republicano democrático. Por tal razón, agregó la Corte, en ese ámbito la libertad de expresión no se agotaba en las meras afirmaciones "verdaderas" (id.). 
Se agregó -con cita de su jurisprudencia y de pronunciamientos de jurisdicciones constitucionales extranjeras -que las afirmaciones erróneas eran inevitables en un debate libre y, por tal razón, sólo era posible sancionarlas -si no se quería correr el riesgo de la autocensura- ante la comprobación de una evidente ausencia de diligencia por parte del informador en la búsqueda de la verdad (id.). 
Tales principios resultan aplicables al sub lite pues no se encuentra controvertido que el querellante Pandolfi era un funcionario público al momento de la publicación cuestionada (integrante de la Legislatura provincial) y que el tema referido por la publicación poseía indudable interés general.
Vemos en estos tres fallos rectores, la uniformidad de criterio de la Corte en cuanto a la aplicación de la doctrina de la real malicia en la República Argentina. Su aplicación deviene y tiene su fundamento en al art. 32 de la Constitución Nacional y en el espíritu de libertad republicana que la inspira.
Sin dudas las reglas de aplicación de la doctrina de la real malicia no tienen por fin dejar impunes los delitos en los cuales se utiliza a la prensa como medio para cometerlos, no eximen de responsabilidad a aquellos que so pretexto de ejercer el derecho de libertad de expresión, injurian o calumnian a las personas, sean estos o no funcionarios públicos, figuras públicas o particulares involucrados voluntaria o involuntariamente en temas de interés público.